# Eustoma

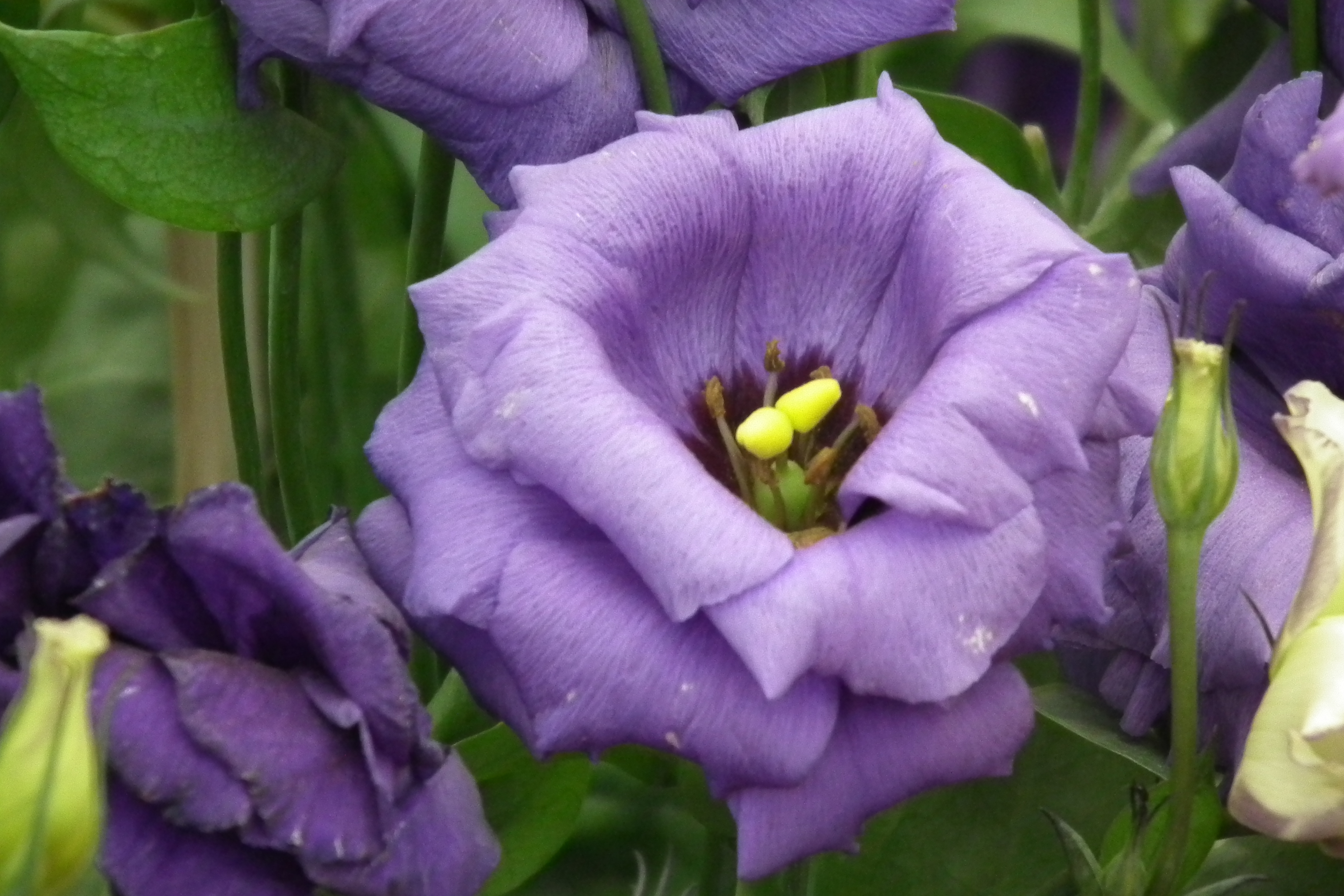
Eustoma

Eustoma, cunoscută în mod obișnuit sub numele de lisianthus,  este o plantă din familia Gentianaceae . Flă din regiunile calde din sudul Statelor Unite, Mexic, Caraibe și nordul Americii de Sud .  Acest  gen de flori se găsește în mod obișnuit în pajiști și în zone cu sol tulburat. 

## Descriere
Sunt plante anuale erbacee, crescând până la 15-60 cm în înălțime, frunze sunt de culoare verde albăstrui, ușor suculente și flori mari, în formă de pâlnie care cresc pe tulpini lungi drepte, care se pot ridica până la 18 cm înalțime. Petalele cresc până la doi centimetri și pot fi găsite într-o varietate de culori (alb, roz, violet și albastru, ocaziona galben sau roșu carmin). În plus, unele flori pot fi bicolore. 

## Taxonomie
Eustoma este un gen de flori mic, care conține doar trei specii. 
Cuvântul Eustoma este o combinație al prefixului grecesc ευ- ( eu -) „bun / plăcut” și cuvântul grecesc στόμα ( stoma ), „gură” - adică „(având o) gură plăcută” 
Cuvântul Lisianthus  este o combinație a două cuvinte grecești  λισσος (lissos) „neted”, și ανθος (anthos) „floare”.